# 尾崎惣左衛門
尾崎 惣佐衛門（おざき そうざえもん、文化9年（1812年）- 慶応元年10月23日（1865年12月16日））は、幕末の福岡藩士。諱は朝秀。

## 概要
1812年（文化9年）、福岡藩士の尾崎朝間の三男として筑前国早良郡鳥飼村（現在の福岡市中央区）に生まれる。
1855年（嘉永7年）に到来奉行、買物奉行、座敷奉行、藩校修猷館の教授を兼任した。
1864年（元治元年）、富国強兵策を建白し、周旋方に抜擢され、国論一致を唱え、薩長の連合を企図した。
1865年、対馬藩の勤皇・佐幕の内訌（内紛）の斡旋に成功し帰藩した。しかし、藩論一転し乙丑の獄で捕らえられ慶応元年10月23日（1865年12月16日）、福岡・正香（光）寺で切腹した。享年54歳。
墓は吉祥寺（福岡市中央区唐人町）にある。

## 没後
1891年（明治24年）11月5日、靖国神社に合祀し、1902年（明治35年）11月、従四位を贈られた。

## 関連
子息に尾崎臻（おざき いたる、修猷館館長、光雲神社宮司、玄洋社の一員）がいた。